# Albero Alto
Albero Alto è un comune spagnolo di 108 abitanti situato nella comunità autonoma dell'Aragona.

Fa parte della comarca della Hoya de Huesca.